# Анцо-Сета (Ла Специја)
Анцо-Сета је насеље у Италији у округу Ла Специја, региону Лигурија.
Према процени из 2011. у насељу је живело 189 становника. Насеље се налази на надморској висини од 78 м.